# Parafia Narodzenia Pańskiego w San Francisco
Parafia Narodzenia Pańskiego (ang. Parish of the Nativity) – parafia rzymskokatolicka położona w San Francisco w stanie Kalifornia, Stany Zjednoczone.
Jest ona wieloetniczną parafią w archidiecezji San Francisco, z mszą św. w j. polskim, dla polskich imigrantów.
Nadzór klerycki sprawowany jest przez Towarzystwo Chrystusowe dla Polonii Zagranicznej.
Parafia została dedykowana Narodzeniu Pańskiemu.

## Historia
Pierwsi polscy imigranci przybyli do San Francisco w latach 1840. W 1860 roku, w Kalifornii mieszkało 730 Polaków.
Na przełomie XIX i XX wieku, Słoweńcy i Chorwaci regularnie wysyłali petycje do arcybiskupa San Francisco, abp Riordan, o wyrażenie zgody na zakup placu, gdzie mogliby zbudować swój Kościół. W końcu ich prośby zostały wysłuchane i arcybiskup ustanowił parafię Narodzenia Pańskiego 6 stycznia 1903 roku. Od tej chwili, Chorwaci i Słoweńcy, zaczęli zbierać pieniądze na zakup ziemi i budowę kościoła. Slavonic Mutual i Benevolent Society, aktywnie wspomagali budowę kościoła.
W tym czasie, bardzo czynny był o. jezuita Bontempo SJ, biegły w języku chorwackim i służący jako duszpasterz dla słowiańskich katolików w San Francisco Bay Area. Założył misję w parafii Narodzenia Pańskiego, która służyła Polonii, z duchownymi polskiego pochodzenia lub znających język polski.
Ostatecznie, arcybiskup Riordan zaproponował młodemu kapłanowi ze Słowenii, obowiązki proboszcza w parafii Narodzenia Pańskiego.
Pierwszy kościół został poświęcony 5 czerwca 1904, ale wkrótce spłonął podczas wielkiego trzęsienia ziemi w San Francisco w 1906 roku. Ojciec Turek natychmiast rozpoczął zadanie odbudowy Kościoła w tym samym miejscu. Nabożeństwa odprawiano w podziemiach kościoła aż do ponownego poświęcenia kościoła, 21 stycznia 1912.